# Guillaume Briçonnet
Guillaume kardinal Briçonnet, francoski škof, nadškof in kardinal, * 1445, Tours, † 14. december 1514, Narbonne.

## Življenjepis
Leta 1493 je postal škof Saint-Maloja. 16. januarja 1495 je bil povzdignjen v kardinala.
Leta 1497 je postal tudi škof Toulona, naslednje leto pa še nadškof Reimsa, leta 1507 škof Nimesa in nadškof Narbonna. Med letoma 1511 in 1513 je bil izobčen iz Cerkve; leta 1513 je nato odstopil kot škof Saint-Maloja.
Umrl je 14. decembra 1514.